# Llista de quadres de Vincent van Gogh
Llista de les obres més notables de l'artista neerlandès Vincent van Gogh (Zundert, Brabant del Nord, 1853 - 1890).
| Imatge                                          | Nom                                             | Dimensions      | Data | Localització                                        |
| ----------------------------------------------- | ----------------------------------------------- | --------------- | ---- | --------------------------------------------------- |
| El sembrador(sobre Millet)                      | El sembrador(sobre Millet)                      | 48,1 × 36,7 cm  | 1881 | Museu Kröller-Müller, Otterlo                       |
| El teixidor al teler                            | El teixidor al teler                            | 70 × 85 cm      | 1884 | Museu van Gogh, Amsterdam                           |
| Menjant patates                                 | Menjant patates                                 | 81,5 × 114,5 cm | 1885 | Museu van Gogh, Amsterdam                           |
| Natura morta amb Biblia                         | Natura morta amb Biblia                         | 65 × 78 cm      | 1885 | Museu van Gogh, Amsterdam                           |
| Crani fumant un cigarret                        | Crani fumant un cigarret                        | 32 × 24,5 cm    | 1886 | Museu van Gogh, Amsterdam                           |
| Molí de la Galette                              | Molí de la Galette                              | 38 × 46,5 cm    | 1886 | Neue Nationalgalerie, Berlín                        |
| La italiana                                     | La italiana                                     | 81 × 60 cm      | 1887 | Museu d'Orsay, París                                |
| Jardí de verdures a Montmartre                  | Jardí de verdures a Montmartre                  | 44,8 × 81 cm    | 1888 | Primera versió:Museu van Gogh, Amsterdam            |
| El dormitori de Van Gogh a Arle                 | El dormitori de Van Gogh a Arle                 | 72 × 90 cm      | 1888 | Museu van Gogh, Amsterdam                           |
| Terrassa de cafè a la nit                       | Terrassa de cafè a la nit                       | 81 × 65,5 cm    | 1888 | Kröller-Müller Museum, Otterlo, Països Baixos       |
| La vinya vermella                               | La vinya vermella                               | 73 × 92 cm      | 1888 | Museu Puixkin, Moscou                               |
| La collita                                      | La collita                                      | 73 X 92 cm      | 1888 | Museu van Gogh, Amsterdam                           |
| El cafè de nit                                  | El cafè de nit                                  | 72,4 × 92,1 cm  | 1888 | Yale University Art Gallery, New Haven, Connecticut |
| Casa groga                                      | Casa groga                                      | 76 × 94 cm      | 1888 | Museu van Gogh, Amsterdam                           |
| Fulles de tardor caigudes                       | Fulles de tardor caigudes                       | 73 × 92 cm      | 1888 | Kröller-Müller Museum, Otterlo, Països Baixos       |
| L'avinguda dels Alyscamps                       | L'avinguda dels Alyscamps                       | 92 × 73,5 cm    | 1888 | col·lecció privada                                  |
| Gerro amb dotze gira-sols                       | Gerro amb dotze gira-sols                       | 91 × 72 cm      | 1888 | Neue Pinakothek, Múnic                              |
| Cel estelat sobre el Roine                      | Cel estelat sobre el Roine                      | 72,5 × 92 cm    | 1888 | Museu d'Orsay, París                                |
| Les Arènes                                      | Les Arènes                                      | 73,5 × 91,5 cm  | 1888 | Ermitage, Sant Petersburg                           |
| La nit estelada                                 | La nit estelada                                 | 73 × 92 cm      | 1889 | Museum of Modern Art, Nova York                     |
| Retrat del doctor Rey                           | Retrat del doctor Rey                           | 64 × 53 cm      | 1889 | Museu Puixkin, Moscou                               |
| Iris                                            | Iris                                            | 71 × 93 cm      | 1889 | Getty Museum, Los Angeles                           |
| Retrat de l'artista sense barba                 | Retrat de l'artista sense barba                 | 40 × 31 cm      | 1889 | col·lecció privada                                  |
| L'església d'Auvers-sur-Oise                    | L'església d'Auvers-sur-Oise                    | 94 × 74 cm      | 1890 | Museu d'Orsay, París                                |
| El doctor Paul Gachet                           | El doctor Paul Gachet                           | 66 × 57 cm      | 1890 | Segona versió: Museu d'Orsay, París                 |
| Cases de palla per un turó                      | Cases de palla per un turó                      | 50,2 × 100,3 cm | 1890 | Tate Gallery, Londres                               |
| Camp de blat amb corbs                          | Camp de blat amb corbs                          | 50,5 × 100,5 cm | 1890 | Museu van Gogh, Amsterdam                           |
| Cases de palla de Cordeville, a Auvers-sur-Oise | Cases de palla de Cordeville, a Auvers-sur-Oise | 72 × 91 cm      | 1890 | Museu d'Orsay, París                                |
| Camperola amb fons de blat                      | Camperola amb fons de blat                      | 92 × 73 cm      | 1890 | col·lecció privada (Steven A. Cohen)                |
| Casa a Auvers                                   | Casa a Auvers                                   | 48,6 × 68,9 cm  | 1890 | Phillips Collection, Washington DC                  |